# Adenviken ME01

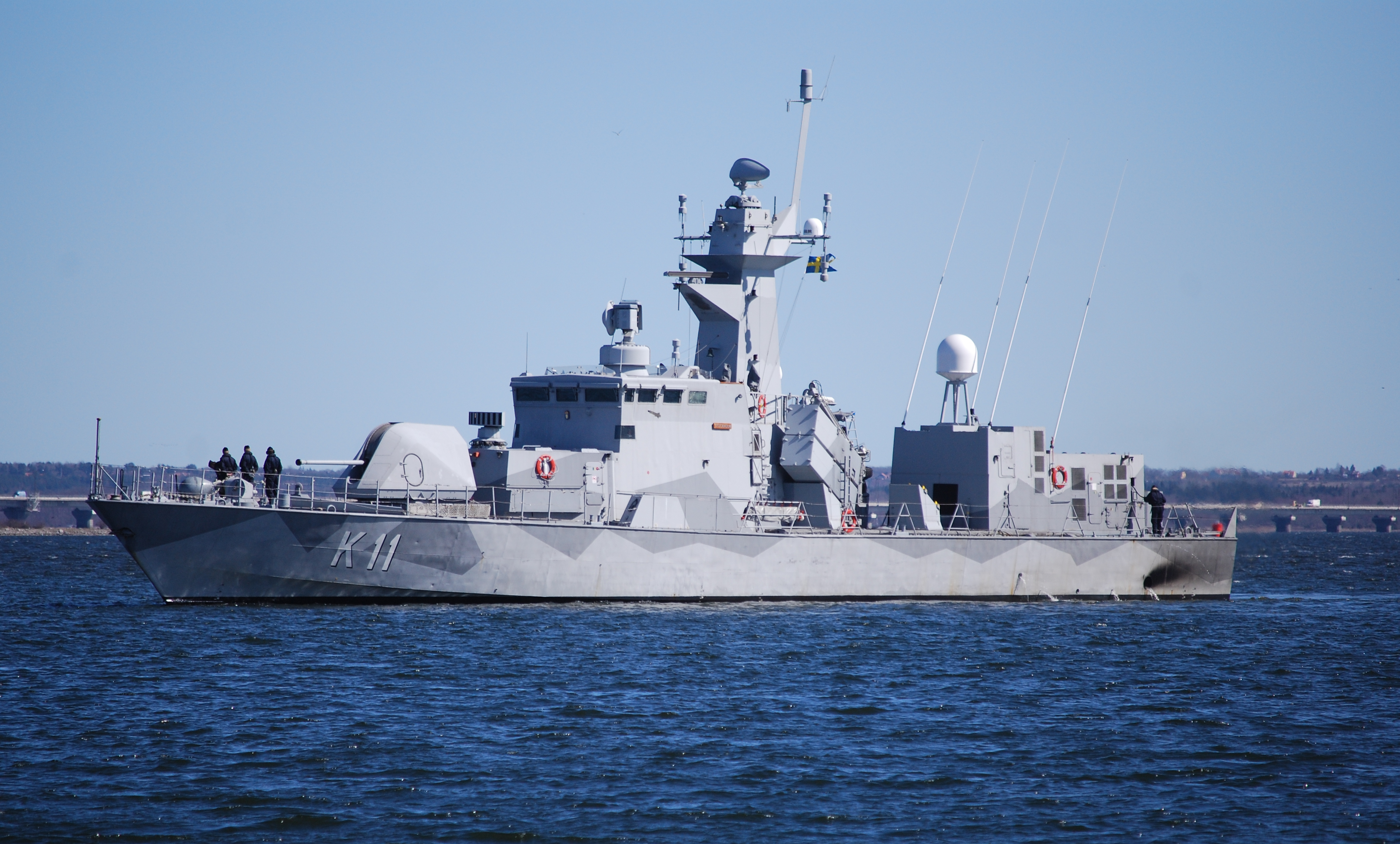
var ett av de tre fartyg som deltog i operationen.

ME01 var det svenska förband som utgjorde Sveriges bidrag till EU-operationen EU NAVFOR - Operation Atalanta. Namnet står för "Marinens insats i EUNAVFOR 01".
Förbandet bestod av korvetterna HMS Stockholm (K11), HMS Malmö (K12) en särskilt utbildad skyddsstyrka ur Amfibiekåren (VPD - Vessel Protection Detachment) på 14 man samt stödfartyget HMS Trossö (A264) med en total personalstyrkan av 152 personer. Dess huvuduppgift var att skydda fartyg som transporterade mat och förnödenheter till Somalia för FN-organet World Food Program (WFP). Insatsen påbörjades den 15 maj 2009 och avslutades den 15 september samma år. Under insatsen färdades fartygen motsvarande 1,8 varv runt jorden.
Cirka 40 båtar undersöktes och bland annat hittades handeldvapen och stegar.
Den 21 oktober 2009 kom fartygen tillbaka till hemmahamnen Karlskrona, hemtransporten skedde på lastfartyget MV Eide Transporter. Insatsen följdes av ME02 som inleddes den 14 april 2010.

## Bakgrund

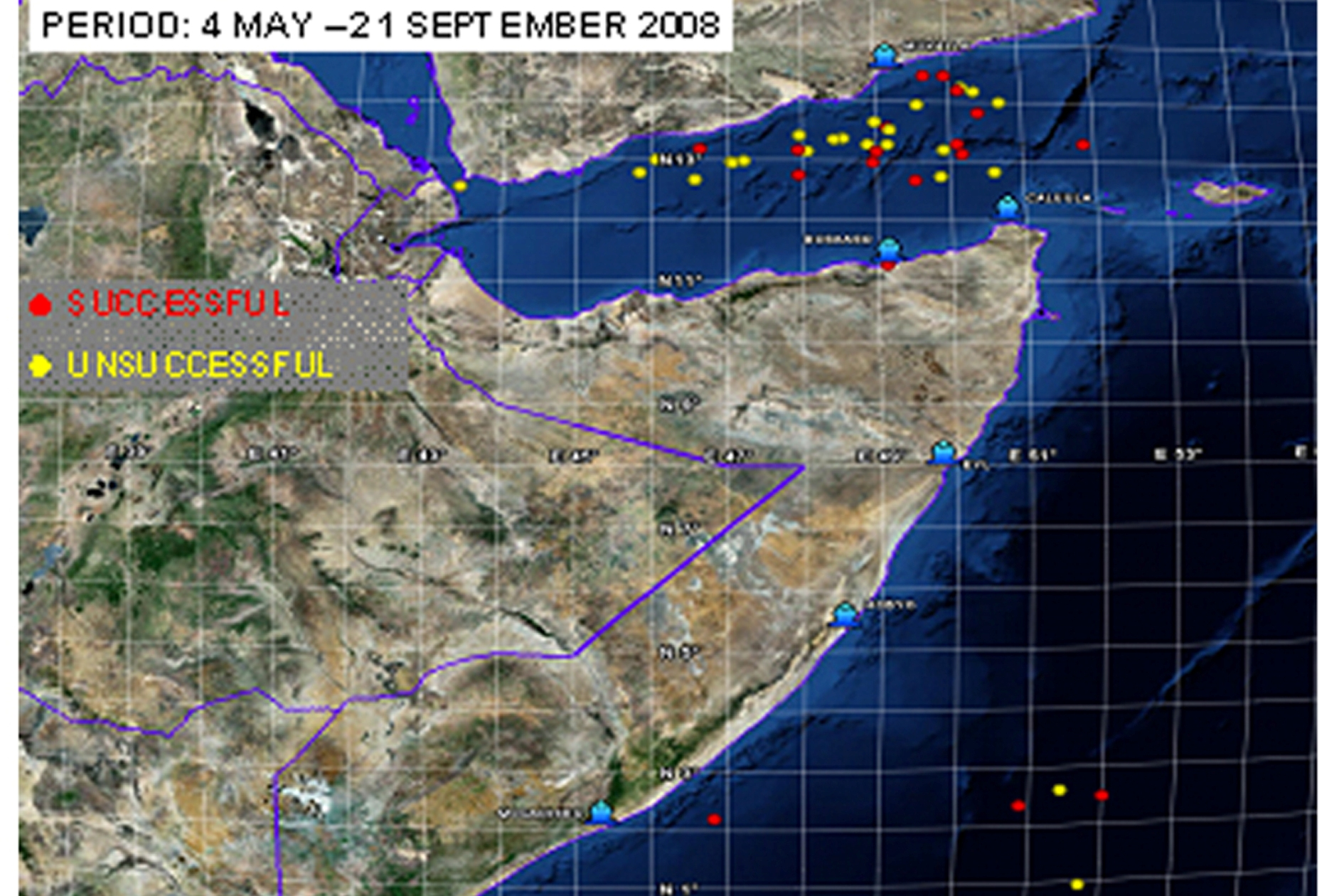
Karta med attacker på handelsfartyg i Adenviken under perioden 4 maj till 21 september 2008

Adenviken har länge varit en viktig sjöfartsled mellan östra Afrika, Arabvärlden och Indien. Då Suezkanalen blev klar år 1867 öppnades även en handelsförbindelse med Europa, vilket ökade Adenvikens betydelse ytterligare. För att bevaka sina intressen inom världshandeln tog brittiska trupper kontroll över kanalen år 1882 och år 1884 blev den norra delen av Somalia, som gränsar till Adenviken, ett brittiskt protektorat och fick namnet Brittiska Somaliland. Den södra delen av landet blev en italiensk koloni, Italienska Somaliland. De båda delarna blev självständiga i juni respektive juli 1960 och enades samma år som ett land. År 1969 mördades Somalias demokratiskt valde president av kuppmän vartefter generalen Mohammad Siyad Barre blev president och landet omvandlades till vad som kan beskrivas som en diktatur. År 1991 störtades Barre, och det forna Brittiska Somaliland utropade sig till den självständiga republiken Somaliland. Detta var början på inbördeskriget i Somalia. I början av 2009 uppskattade FN att 750 000 människor i Somalia levde på flykt 2,5 miljoner människor var i akut behov av hjälp. Denna nödhjälp kom främst ifrån FN:s livsmedelsprogram WFP (World Food Program), och 90 procent kom sjövägen.
Den stora fattigdomen gör det attraktivt för befolkningen att råna fartyg utanför den somaliska kusten och under sommaren 2008 ökade drastiskt antalet kapningar av fartyg i Adenviken utanför Somalias kust. Över 80 kapningar av handelsfartyg noterades och antalet personer som ägnade sig år sjöröveri uppskattades till över 1000. Främst utsatta var handelsfartyg med låga fribord och som håller låg fart, vilka är lätta för piraterna att ta sig ombord. Piraterna var oftast utrustade med handeldvapen och granatgevär, och tog fartygens besättningar som gisslan i utbyte mot en lösesumma. Piraterna attackerade även fartyg som fraktar nödhjälp till Somalia, och utan militär bevakning ansåg WFP att de inte längre hade någon möjlighet att leverera nödhjälp.

## Beslut
Under hela år 2008 stod Internationella korvettstyrkan (IKS), bestående av korvetterna HMS Stockholm och HMS Malmö samt stödfartyget HMS Trossö, i beredskap för att sättas in vid internationella insatser. Den fjärde juni meddelade Försvarsmakten att man fått i uppdrag att redovisa förutsättningarna för Internationella korvettstyrkan att delta i operation Alcyon – en nationellt ledd operation längs Afrikas östkust där örlogsfartyg skyddade förnödenhetslastade handelsfartyg mellan Kenya och Somalia från piratangrepp. Den 19 december anvisade Försvarsdepartementet Försvarsmakten att förbereda sig för insats utanför Somalias kust. Enligt direktivet fick det svenska bidraget omfatta cirka 160 personer och kosta max 285 miljoner kronor.  I mars 2009 beslutade Sveriges riksdag att stödja regeringens beslut att Försvarsmakten ska delta i operationen från den 15 maj till den 15 september.

## Förberedelser
Före avfärden kompletterades fartygen med ytterligare räddningsutrustning och sambandsutrustning, och även förbättrad ventilation och kylkapacitet. Fartygen i styrkan transporterades till Adenviken på fartyget M/S Eide Trader, och i Port Said anlände en skyddstyrka för att skydda fartyget på väg mot operationsområdet. Innan fartygen nådde fram skickades en deployeringsstyrka till Djibouti för att rekognoscera hamnen och se till att kontorscontainrar, läkemedel, elverk och byggnadsmateriel var redo i Djibouti hamn innan sjömännen anlände. Huvudstyrkan flögs den nionde maj ned till fartygen och anlände till Djibouti på eftermiddagen den tionde maj.

### Förbandet

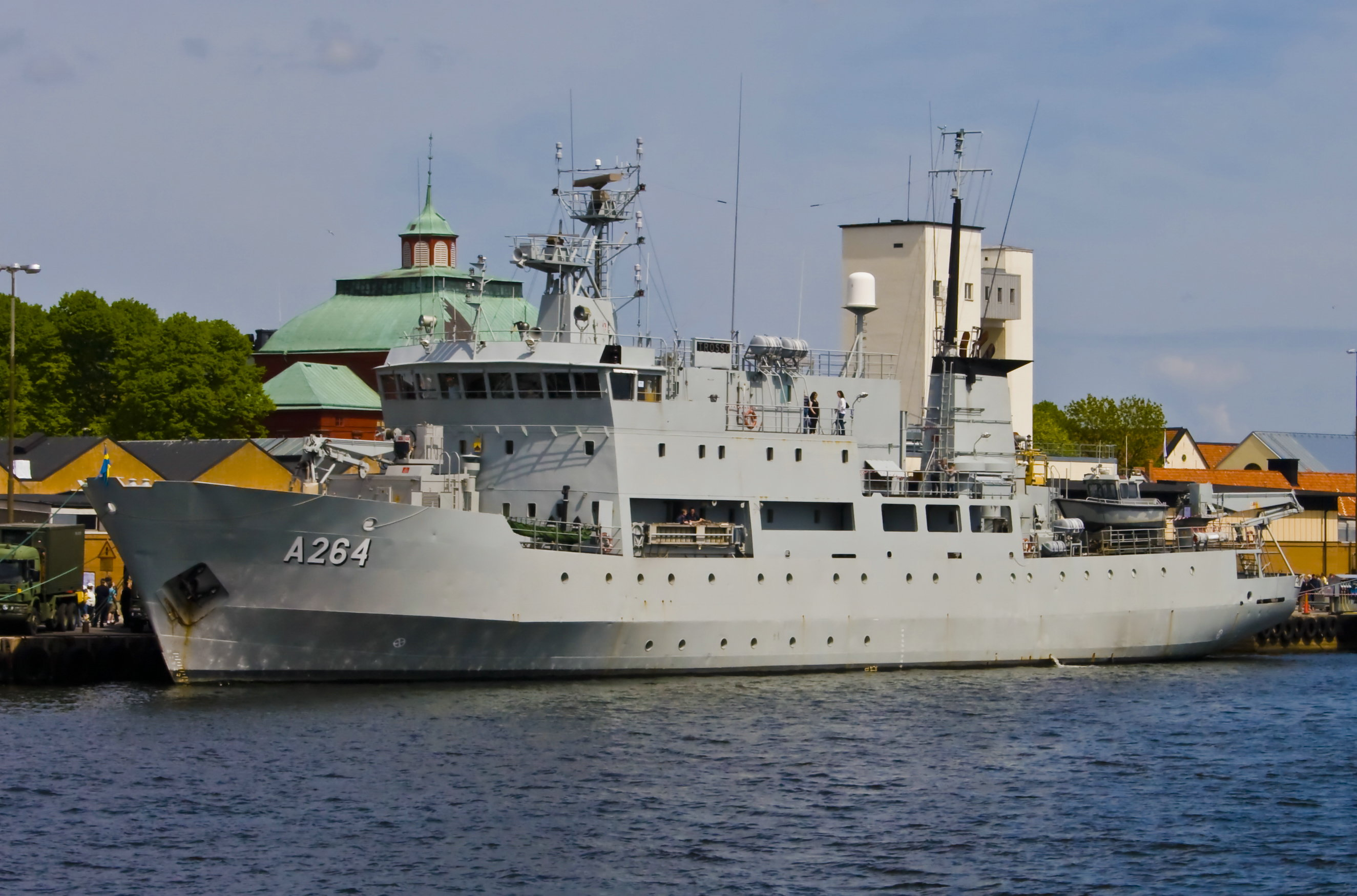
var lednings- och stödfartyg under insatsen

Under insatsen fanns svensk personal på flera olika platser. Till en början sju, och senare nio officerare var placerade vid OHQ (Operation Head Quarters) i London och styrkehögkvarteret FHQ (Force Head Quarters) i Adenviken. I Somalias grannland Djibouti fanns en containerby, grupperade inne på den franska Camp Ariénne, där en landbaserad underhålls- och administrativenhet arbetade i en bas med namnet af Chapman, uppkallad efter Fredrik Henrik af Chapman. Underhållsenheten bestod av vapentekniker, mekaniker, logistiker, transportledare, ekonomi- och personalchef. Ombord på fartygen arbetade 35 personer på varje korvett och 60 personer på HMS Trossö. Varje korvett hade läkare ombord och på HMS Trossö fanns en medicinsk traumagrupp med två läkare och tre sjuksköterskor,. Förutom korvetternas ordinarie besättningar fanns ombord även en Combat Camera specialist, en tolk samt en skyddsstyrka, "Vessel Protection Detachment (VPD)" bestående av åtta officerare och sex soldater ur Amfibieregementet. Deras huvuduppgifter var att skydda de egna och även andra fartyg och vid behov kliva ombord på civila fartyg och genomföra samverkan.

## Insatsen
Insatsen påbörjades klockan 17 den 5 maj 2009 Under insatsens 110 dygn var fartygen till sjöss 85 dagar och färdades sammanlagt 39 350 distansminuter, vilket motsvarar 1,8 varv runt jorden. Fartyg lastade med totalt cirka 20 000 ton mat och förnödenheter eskorterades av styrkan.

### Läcka ombord på HMS Trossö
Endast några timmar efter att den svenska insatsen påbörjades upptäcktes tekniska problem på HMS Trossö. En skada på ett lager i propelleraxeltätningen hade av okänd anledning uppstått vilket ledde till att man ankrade fartyget i väntan på att hitta lämpligt varv att reparera fartyget vid. Under tiden kunde man, med begränsad omfattning, sköta stöd- och ledningsfunktionen för korvetterna. Med anledning av haveriet flyttades även från HMS Trossö en sjuksköterska till varje korvett för att arbeta vid sidan av ordinarie fartygsläkare och sjukvårdare.
En ny propelleraxel skickades från Sverige och anlände till Djibouti på eftermiddagen måndagen den 25 maj. Efter rekognoscering av varv i området valdes Jeddah shipyard i Saudiarabien ut som lämpligt varv och reparationen påbörjades den 10 juni. Under reparationen stannade fartygets ordinarie besättning ombord medan ledningsstaben för korvetterna flyttade till underhållsenhetens lokaler i Djibouti. Som hjälp för att reparera fartyget flögs personal från Kockums i Karlskrona ned till varvet. Den 26 juni var HMS Trossö reparerat och åter i Djibouti.

### Ingripande mot pirater
Strax före halv två på natten till den 26 maj larmade det grekiska fartyget M/V Antonis att det var utsatt för ett kapningsförsök. HMS Malmö, som befann sig elva distansminuter från det grekiska fartyget svarade på anropet och när man kom till platsen flydde de två misstänkta piratbåtarna åt var sitt håll. Det svenska fartyget valde att följa efter en av båtarna och man ropade på dem via radio och högtalarsystem. Då båten inte stannade sköt korvetten varningsskott med kulspruta samt lysraketer. Efter cirka 20 minuters jakt avfyrades två skott med korvettens 57 mm kanon vilket fick piratbåten att stanna, varpå sju pirater samt två pistoler, en gps-navigator och en äntringshake omhändertogs.
De omhändertagna fick genomgå en läkarundersökning och fick torra kläder ombord på HMS Malmö. Den 28 maj meddelade Försvarsmakten att de sju omhändertagna piraterna kan föras till Kenya för rättegång då det bedömdes att bevisen mot dem räckte. Först den 8 juni, 13 dygn efter tillfångatagandet kunde piraterna lämnas iland och föras till Kenya.